# Lasse Petry
Lasse Petry Andersen, né le 19 septembre 1992, est un footballeur danois évoluant actuellement au poste de milieu relayeur au FH Hafnarfjörður.

## Biographie

### En club
Lasse Petry commence à jouer au football dans le club de sa ville natale, le Ledøje-Smorum Fodbold. Il est ensuite repéré en 2006 par le FC Nordsjaelland, où il achève sa formation.
Le 28 avril 2011, il joue son premier match avec les pros (bien qu'il n'en soit pas encore un) lors d'un match de Coupe face au Randers FC. Il signe son premier contrat professionnel avec son club formateur quelques mois plus tard, lors du mercato estival.
En février de l'année suivante, il participe au Tournoi de Viareggio, marquant notamment un but face à l'ASD Città di Marino. Deux mois après le tournoi, il prolonge son contrat avec son club formateur jusqu'en 2014, puis remporte la même année la Superligaen 2011-2012.
Il peine à s'imposer au sein de l'effectif, et son temps de jeu reste assez limité. Cependant, il devient titulaire après le mercato hivernal 2013 et le départ d'Enoch Kofi Adu au Club Bruges KV.
Il joue son premier match européen le 22 août 2013 lors des barrages de la Ligue Europa 2013-2014 face aux Suédois de l'IF Elfsborg.

### En sélection
En 2012, Lasse Petry est sélectionné avec les U20 danois, et joue deux matchs.
Il est appelé avec la sélection espoirs en 2013, et joue un unique match face à l'Irlande.

## Palmarès
- Champion du Danemark en 2012 avec le FC Nordsjaelland